# Pachycephala macrorhyncha
El silbador del mar de Banda (Pachycephala macrorhyncha) es una especie de ave paseriforme de la familia Pachycephalidae endémica de la Wallacea. Ocupa las islas circundantes al mar de Banda, desde Timor hasta las islas Tanimbar por el este, y las islas Ceram y Banggai por el norte.

## Taxonomía
El silbador del mar de Banda fue descrito inicialment en el género Myiolestes. Posteriormente se consideró conespecífico del silbador dorado, pero en la actualidad se consideran especies separadas.

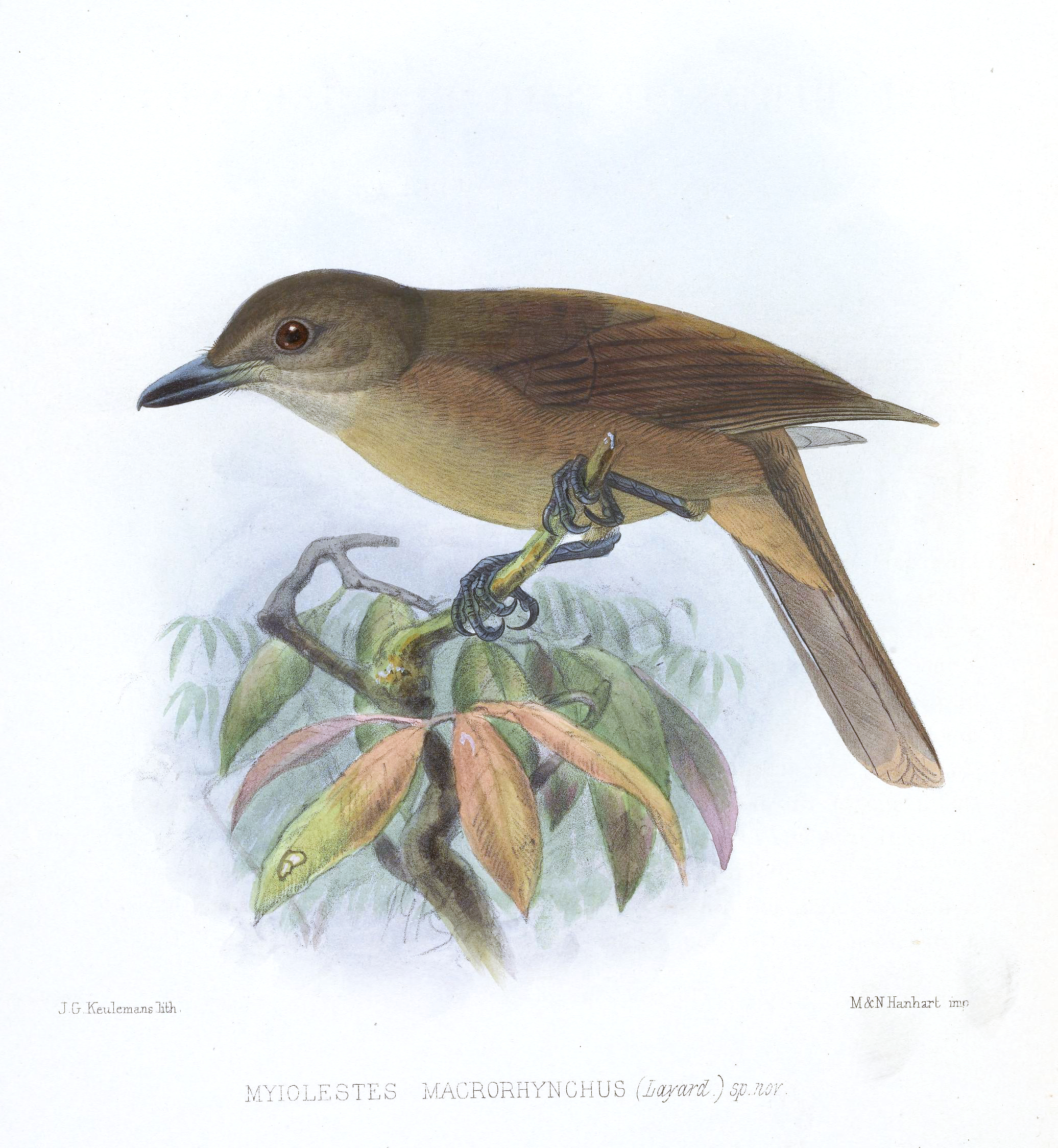
Hembra.

- P. m. calliope – Bonaparte, 1850: Se encuentra en las islas Wetar, Timor y Semau;
- P. m. sharpei – Meyer, AB, 1884: se localiza en las islas Babar;
- P. m. dammeriana – Hartert, 1900: ocupa únicamente la isla Damar;
- P. m. par – Hartert, 1904: propia de la isla Romang;
- P. m. compar – Hartert, 1904: ocupa las islas Leti y Moa;
- P. m. fuscoflava – Sclater, PL, 1883: ocupa las islas Tanimbar;
- P. m. macrorhyncha – Strickland, 1849: se encuentra en las islas Ambon y Ceram;
- P. m. buruensis – Hartert, 1899: se localiza en la Buru;
- P. m. clio – Wallace, 1863: ocupa las islas Sula;
- P. m. pelengensis – Neumann, 1941: se encuentra en las islas Banggai.

El silbador de Balim que anteriormente se consideraba una subespecie del silbador del mar de Banda, se considera una especie separada desde 2016. Currently, ten subspecies are recognized: